# Jasmi Joensuu
Jasmi Joensuu (Kuortane, 7 mei 1996) is een Finse langlaufster.

## Carrière
Joensuu maakte haar wereldbekerdebuut in maart 2014 in Lahti. In februari 2020 scoorde ze in Lahti haar eerste wereldbekerpunten. In januari 2021 behaalde de Finse in Falun haar eerste toptienklassering in een wereldbekerwedstrijd. Op de wereldkampioenschappen langlaufen 2021 in Oberstdorf eindigde Joensuu als zeventiende op de sprint. Op de estafette veroverde ze samen met Johanna Matintalo, Riitta-Liisa Roponen en Krista Pärmäkoski de bronzen medaille, samen met Krista Pärmäkoski eindigde ze als zevende op de teamsprint.

## Resultaten

### Wereldkampioenschappen
| Jaar | Plaats     | Resultaten                                                                    |
| ---- | ---------- | ----------------------------------------------------------------------------- |
| 2021 | Oberstdorf | 17e Sprint (klassieke stijl) · 7e Teamsprint (vrije stijl) · 4×5 km estafette |

### Wereldbeker
| Legenda | Legenda            |
| ------- | ------------------ |
| TdS     | Tour de Ski        |
| NO      | Nordic Opening     |
| LT      | Lillehammer Triple |
| RT      | Ruka Triple        |
| WBF     | Wereldbekerfinale  |
| STC     | Ski Tour Canada    |
| ST      | Ski Tour           |

Eindklasseringen
| Seizoen   | Algm | DI  | SP  | TdS |
| --------- | ---- | --- | --- | --- |
| 2019/2020 | 95e  | 81e | 72e | –   |
| 2020/2021 | 49e  | 56e | 25e | DNF |